# 杨南生
杨南生（1921年12月29日—2013年3月5日），男，福建海澄人，中国火箭专家、塑性力学专家。主要从事火箭的研究与设计工作。在其晚年从事弹塑性断裂力学的教学与研究工作。被誉为中国探空火箭和固体火箭发动机事业的开拓者和奠基人之一。

## 生平
1岁多随父母回国。1929年上小学。二舅父是清华大学物理系教授萨本栋。
1991年5月任航空航天部、航天工业总公司、中国航天科技集团公司科技委顾问。
1979年10月，中国宇航学会成立，当选为第一届理事会副理事长。中国力学学会第一、第二、第三届理事。
第五全国人民代表大会代表、第六届全国人民代表大会代表。1978年荣获全国科学大会先进个人奖。1984年荣立航天工业部一等功。1985年国际宇航科学院院士。

## 家庭
父亲杨允修为缅甸华侨，中学时期被萨君陆（萨福绥）所开办的闽省华侨公学录取，成为该校的首期学员，之后受聘于仰光华侨中学，担任该校第二任校长。母亲萨本祥出自雁门萨氏，是萨君陆的长女，萨本栋大姐。

## 奖项和荣誉
- 全国科学大会先进个人奖
- 陕西省科学大会先进个人奖
- 航天部一等功
- 国防科工委“献身国防科技事业”荣誉证章
- 陕西省科技精英
- 1985年获国家科技进步特等奖
- 1985年当选国际宇航科学院院士
- 1990年，享受国务院颁发的政府特殊津贴
- 1991年，被航空航天部批准为有突出贡献的老专家